# 天主教瓦尼莫教區
天主教瓦尼莫教區（拉丁語：Dioecesis Uanimitana）是巴布亞紐幾內亞一個羅馬天主教教區，屬馬當總教區。
1963年9月13日設宗座監牧區，1966年11月15日升為教區。
2010年有教友38,177人（佔轄區總人口36.7%）、十五個堂區、廿六名司鐸。現任教區主教為切萨利·波尼文托。